# Schors
De primaire schors of cortex is bij de plantenanatomie van vaatplanten het gedeelte tussen de centrale cilinder en exodermis of, bij primaire wortels, de rhizodermis. Schorsweefsel is parenchymatisch en heeft intercellulairen. 
De schors in het spraakgebruik is anatomisch gezien de bast, de buitenzijde van de stam en de takken van houtige planten en is het dode buitenste deel van de bast van een boom, struik of liaan. Het bestaat uit verschillende weefsels, waaronder kurk. De wanden van de cellen in de schors zijn ondoorlaatbaar door afzetting in de celwand van suberine, dat sterk op lignine lijkt en de plant tegen allerlei invloeden van buiten beschermt, in de vorm van schimmels, bacteriën of beschadigingen.
Het wordt bij stengels de primaire cortex genoemd.
De cellen van de primaire schors bestaan gewoonlijk uit grote, dunwandige parenchymcellen, het aërenchym. De buitenste cellaag bestaat vaak uit onregelmatig verdikte collenchymcellen. De endodermis is de binnenste laag van de cortex of primaire schors van de wortel en dient als fysiologische barrière tussen de cortex en de centrale cilinder. In de cortex van de wortel kan ook reservevoedsel worden opgeslagen.
Er kunnen zich op verschillende diepten in de schors kurklagen ontwikkelen, van vlak onder de epidermis tot net buiten de centrale cilinder met de vaatbundels en het merg. De functie van deze korst of rhytidoma is de bescherming van de stengel of het tegengaan van vochtverlies. Er kunnen verschillende kurklagen over elkaar worden gevormd, die samen soms een grote dikte kunnen bereiken.
De bekendste 'schors' wordt gevormd door de in Portugal groeiende kurkeik, de Quercus suber uit de familie van de napjesdragersfamilie, die om de tien jaar een oogstbare laag afgeeft en waarvan kurken voor onder andere wijnflessen worden gemaakt.
De bast van enkele soorten houtige gewassen groeit op de jonge twijgen in eerste instantie als kurklijsten, als vleugelvormige lijsten, die mogelijk een rol spelen bij het ontmoedigen van vraat. Sommige soorten kardinaalsmuts of iep hebben kurklijsten op de takken. Bomen en struiken in Nederland waarbij kurklijsten voorkomen zijn de kardinaalsmuts en gladde iep, beide inheems, en de amberboom. De laatste wordt voor sieraanplant gebruikt.

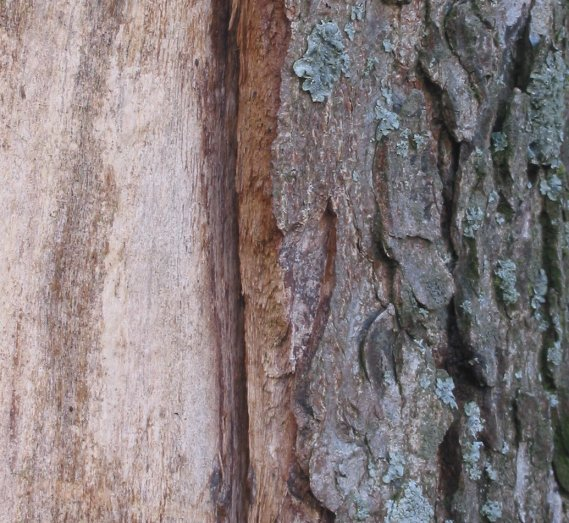
afstervende bast van witte paardenkastanje
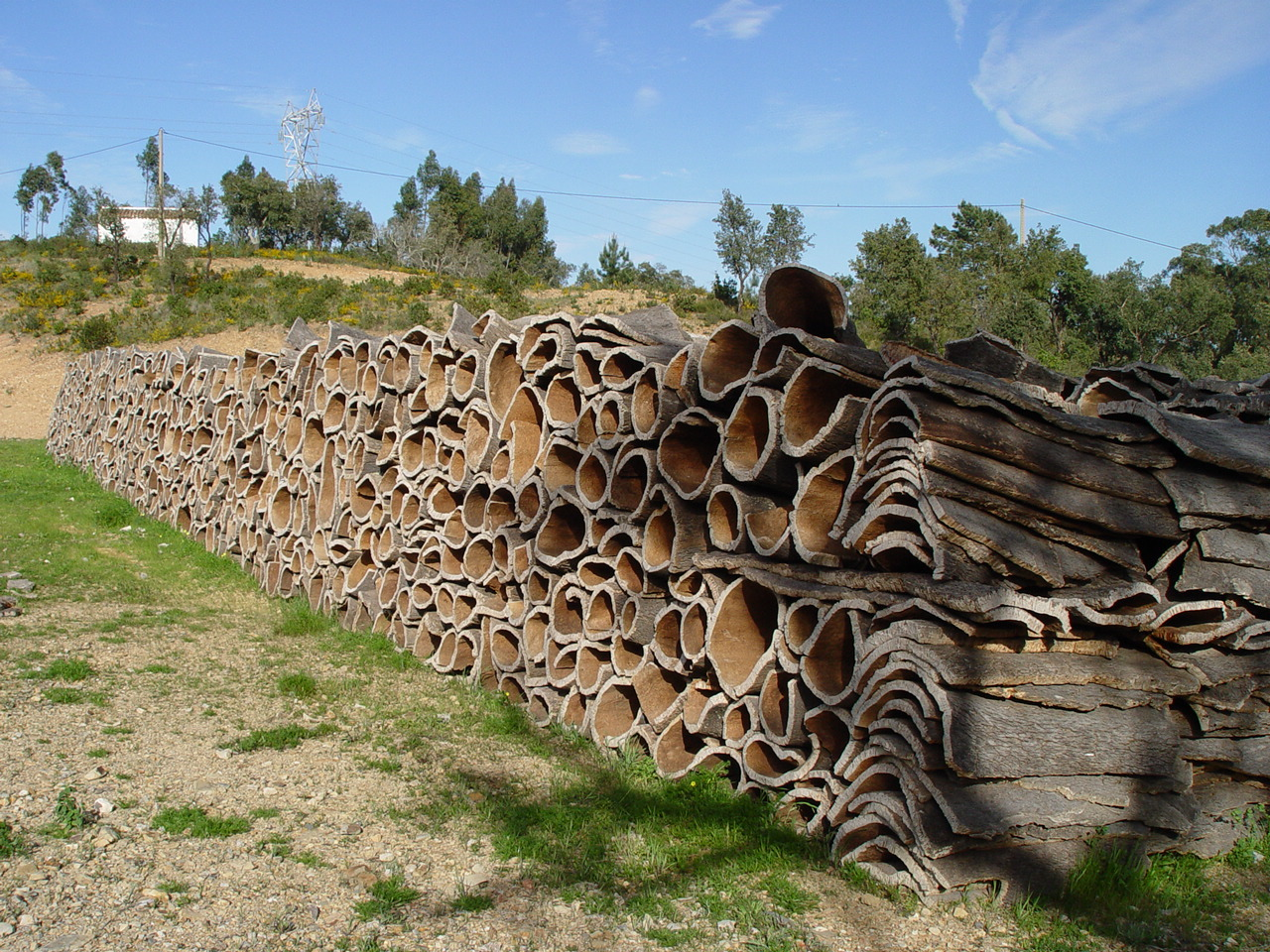
geoogst schors van kurkeik

- dwarsdoorsnede van een vlasstengel 
 1 merg 
 2 primairxyleem 
 3 xyleem 
 4 floëem 
 5 sclerenchym, de vezel 
 6 primaire cortex 
 7 epidermis

dwarsdoorsnede van een vlasstengel 1 merg 2 primairxyleem 3 xyleem 4 floëem 5 sclerenchym, de vezel 6 primaire cortex 7 epidermis
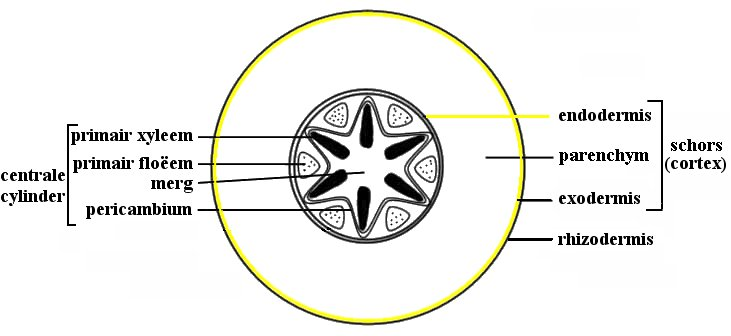
dwarsdoorsnede wortel met beginnende secundaire groei
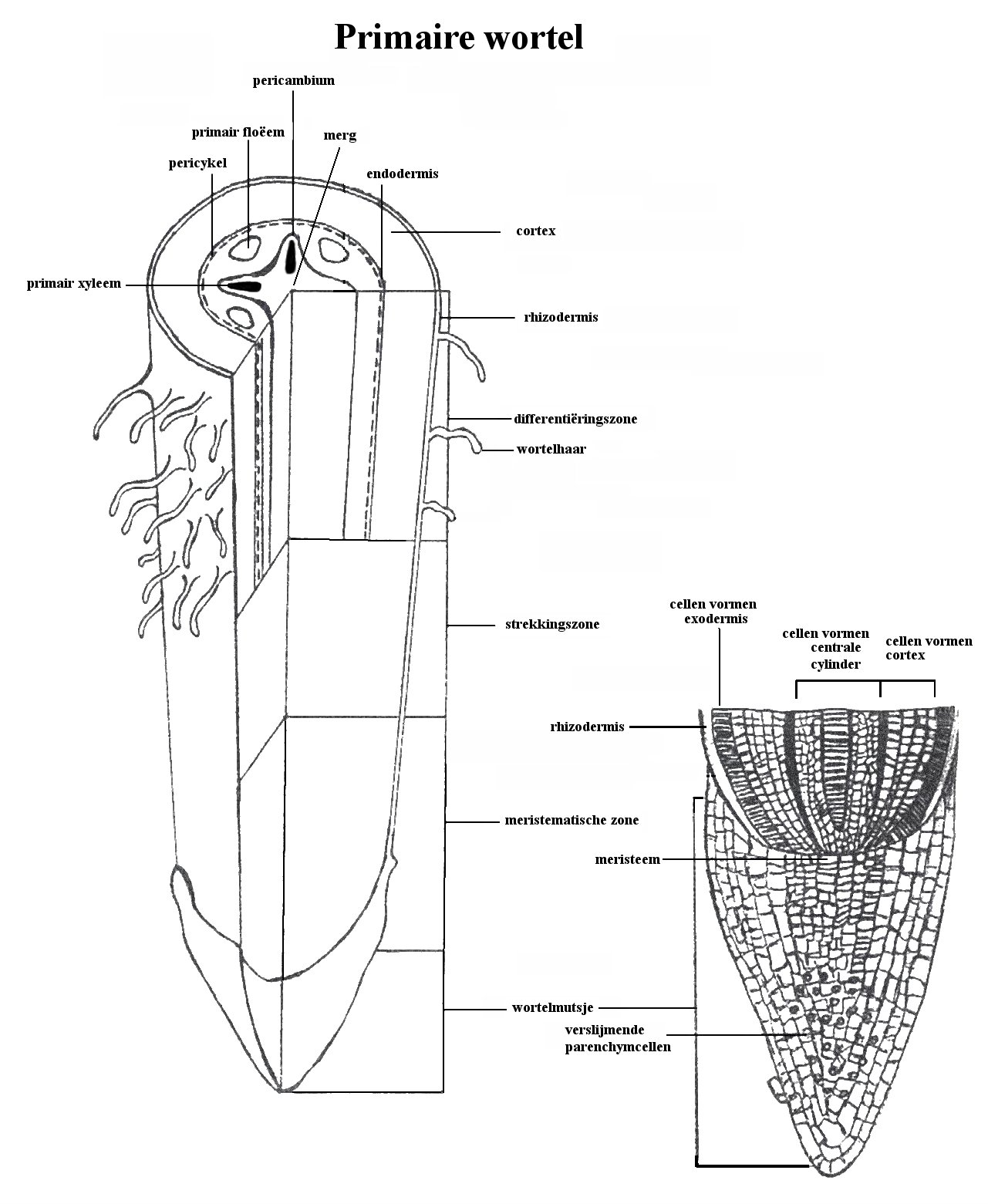
schematische lengtedoorsnede van een primaire wortel